# Tudor Arghezi
Tudor Arghezi (pseudonimul lui Ion Nae Theodorescu; n. 21 mai 1880, București, România – d. 14 iulie 1967, București, România) a fost un scriitor român, cunoscut pentru contribuția sa la dezvoltarea liricii românești sub influența baudelairianismului.
Opera sa poetică, de o originalitate exemplară, reprezintă o altă vârstă marcantă a literaturii române.
A scris, între altele, teatru, proză (notabile fiind romanele Cimitirul Buna Vestire și Ochii Maicii Domnului), pamflete, precum și literatură pentru copii.
A fost printre autorii cei mai contestați din întreaga literatură română.
Pseudonimul Arghezi provine, explică însuși scriitorul, din Argesis - vechiul nume al Argeșului. Ovid S. Crohmălniceanu propunea în studiul consacrat operei poetului din Istoria literaturii române între cele două războaie mondiale o altă explicație, pseudonimul ar proveni din unirea numelor a doi celebri eretici, Arie și Geza.
După o altă ipoteză, numele poate veni de la numele bonei (Ergézi Rozália) care de fapt ar fi adevărata mamă.

## Biografie

### Primii ani
S-a născut pe data de 21 mai 1880 la București, în strada Țărani nr. 46, numele său fiind Ion Nae Theodorescu. A fost fiul lui Nae Theodorescu și al Mariei Theodorescu. Între 1887 și 1891 a fost elev al Școlii primare „Petrache Poenaru”, sub îndrumarea primului său dascăl, Nicolae Abramescu. Între 1891 și 1896 urmează cursurile gimnaziului „Dimitrie Cantemir” și apoi pe cele ale Liceului „Sfântul Sava” din București. De la vârsta de 11 ani, din cauza situației familiale, este nevoit să se întrețină singur, dând meditații.
Anul 1896 este anul debutului său literar. La 30 iunie publică în ziarul Liga Ortodoxă, condus de Alexandru Macedonski, poezia „Tatăl meu”, semnată I.N. Theodorescu. La cenaclul lui Macedonski îl va cunoaște pe Grigore Pisculescu (Gala Galaction), cu care va rămâne prieten apropiat. Între 1897 și 1899 publică versuri și poeme în proză la „Revista Modernă” și „Viața nouă” pe care le semnează pentru prima oară cu pseudonimul Ion Th. Arghezi. Întrerupe studiile și se angajează, în urma unui examen de chimie, ca laborant la fabrica de zahăr Chitila.
Tudor Arghezi a debutat în anul 1896, publicând versuri în revista Liga Ortodoxă, condusă de Alexandru Macedonski cu pseudonimul „Ion Theo”. La scurt timp de la debut, Macedonski afirma despre tânărul poet: 
"Acest tânăr, la o vârstă când eu gângăveam versul, rupe cu o cutezanță fără margini, dar până astăzi coronată de cel mai strălucit succes, cu toată tehnica versificării, cu toate banalitățile de imagini și idei, ce multă vreme au fost socotite, la noi și in străinătate, ca o culme a poeticii și a artei."
În afară de aceste aprecieri laudative (și de altele de acest gen), versurile lui Tudor Arghezi au avut parte și de evaluări  negative, așa cum a scris, de exemplu, Nicolae Iorga :  „Producția poetică [conține] bucăți în care se înșiră cuvinte lipsite de orice legătură peste un îngrozitor pustiu de gânduri și sentimente.”
A fost un admirator al simbolismului și a altor curente aparținătoare (cum ar fi Secesiunea vieneză) polemizând în articolele vremii cu George Panu de la Junimea' asupra atitudinii critice a celui din urmă privind Literatura modernistă. La 19 ani a intrat la mănăstirea Cernica, unde a stat patru ani, până în anul 1904. În anul 1900 a devenit diacon, apoi secretar al mitropoliei din București. În 1904, a publicat împreună cu Vasile Demetrius o revistă proprie, Linia Dreaptă, care a încetat să mai apară după doar cinci numere. Arghezi, Gala Galaction și Demetrius au fost legați printr-o strânsă prietenie, cum reiese din mărturisirea fiicei lui Demetrius, artista și nuvelista Lucia Demetrius.
În romanele sale, poetul a mărturisit că nu era foarte atras de cariera de călugar, căci autorul ciclului Psalmilor era un eretic și nu un spirit mistic. A recurs la acest refugiu mai mult din comoditate, unul din unchii săi fiind un înalt ierarh al Bisericii Ortodoxe Române. În romanul Cimitirul Buna Vestire a parodiat cu sarcasm lumea monahală.
În 1905 a început un șir de călătorii în străinătate, deoarece la 30 ianuarie 1905 Constanța Zissu a dat naștere lui Eli Lotar, primul copil al lui Tudor Arghezi. Mama copilului, profesoară, a fost nevoită să-și ascundă maternitatea și să-și lase fiul la Paris, în grija unei doici. Îngrijorat, Arghezi s-a hotărât să plece la Paris unde a stat puțin timp, apoi s-a mutat la Fribourg, unde a scris poezii și a participat la cursurile Universității Fribourg, dar nu a fost mulțumit de puternicul accent catolic al acesteia. S-a mutat la Geneva, unde a scris poezii, a asistat la cursurile Universității și, ca să-și câștige existența, a lucrat în atelierul unui bijutier.
În acel timp, datorită criticismului său referitor la represiunea mișcării țărănești, a fost ținut sub supraveghere de autoritățile elvețiene.
În 1909 a vizitat Italia.

## Perioada anilor 1910

Timbru din 1980 reprezentându-l pe Tudor Arghezi

S-a reîntors în România în 1910, și a publicat lucrări în Viața Românească, Teatru, Rampa, și în revistele lui N. D. Cocea Facla și Viața Socială, dar și în revista Cronica în colaborare cu Gala Galaction; s-a aflat într-o perioadă în care a avut o activitate literară prolifică, scriind versuri, pamflete politice și articole polemice cu care și-a câștigat notorietatea în cercurile teatrale, politice și literare ale vremii. Cocea a contribuit la succesul lui Arghezi, publicând unul din primele poeme ale poetului, Rugă de seară. În anul 1913 a devenit editor-șef la ziarul Seara, în care a publicat articole politice și recenzii.
În această perioadă, Arghezi a devenit un critic de artă valoros și a luat apărarea pictorului Ștefan Luchian care suferea de scleroză multiplă și era acuzat de fraudă (din cauza suspiciunii că nu ar mai putea picta, dar ar permite ca lucrările altora să fie semnate cu numele său)
Era prezent cu regularitate la Kübler Café din București unde s-a format un cerc de artiști și intelectuali boemi care îi includea pe scriitorii Ion Minulescu, Liviu Rebreanu, Eugen Lovinescu, Victor Eftimiu, Mihail Sorbul și Corneliu Moldovanu, dar și pe pictorii Iosif Iser, Alexandru Satmari, Jean Alexandru Steriadi, compozitorul Alfons Castaldi, și pe colecționarul de artă Krikor Zambaccian. Conform lui Zambaccian, Arghezi a putut fi văzut mai rar la celălalt loc de întâlnire, Casa Capșa. În acea perioadă era și un asociat al omului politic și colecționarului de artă Alexandru Bogdan-Pitești, și lua parte în mod regulat, împreună cu Galaction, Cocea, Minulescu, Adrian Maniu și alți artiști plastici, la cercul creat de Maniu de la Știrbei-Vodă, lângă Parcul Cișmigiu. A scris și un poem dedicat lui Bogdan-Pitești.

## Interbelicul

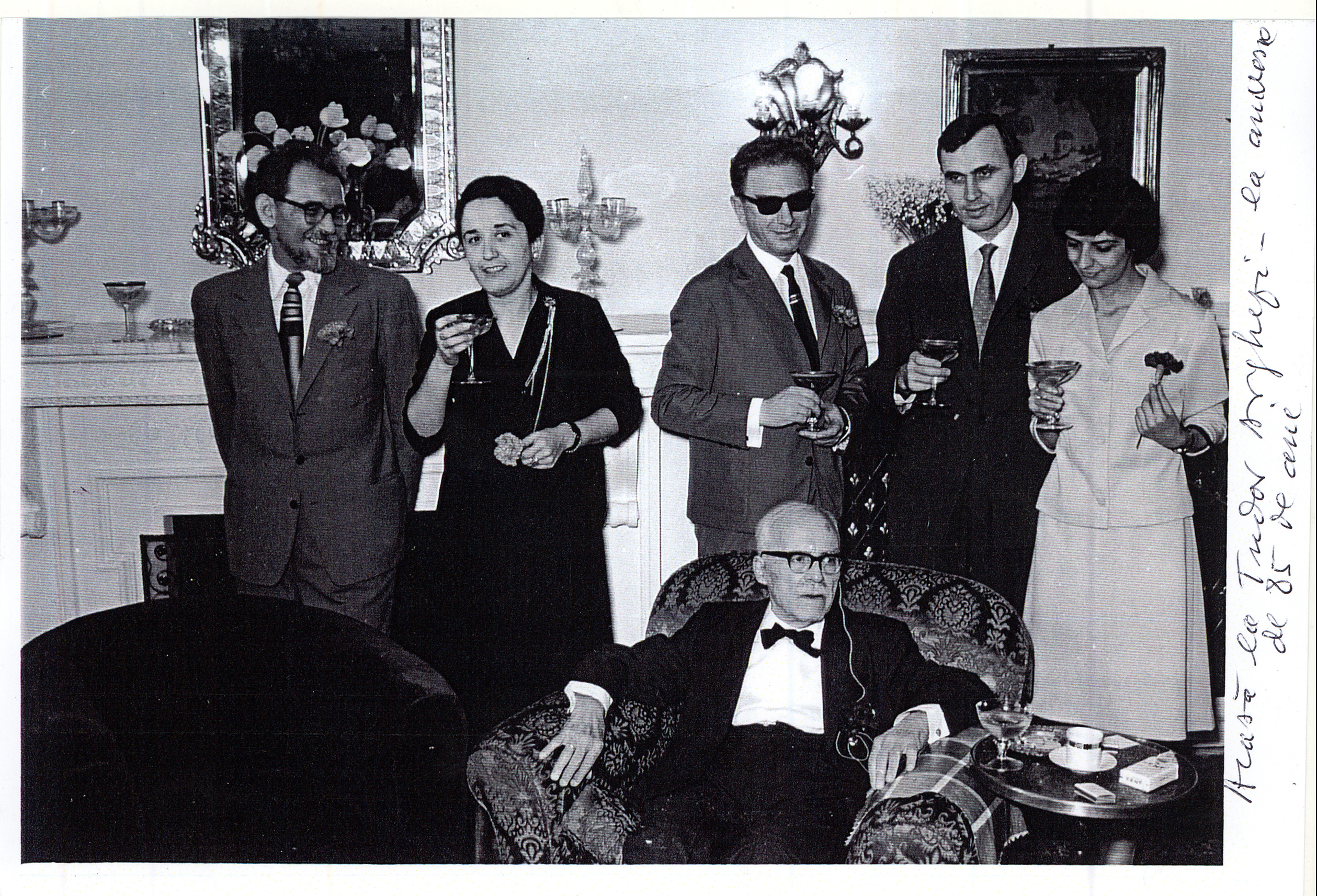
Tudor Arghezi la aniversarea vârstei de 85 de ani

După izbucnirea primului război mondial, Arghezi a scris articole împotriva taberei politice conduse de Partidul Național Liberal și de grupul de susținători ai lui Take Ionescu, care doreau ca România să intre în război alături de puterile Antantei (ca o încercare de a cuceri Transilvania de la Austro-Ungaria); a fost un susținător al unirii Basarabiei Vechiul Regat și detesta alianța implicită cu Rusia Imperială. Articolele sale din Gazeta Bucureștilor și Bukarester Tagblatt i-au atras acuzația de colaboraționism, precum și condamnarea la 5 ani de închisoare.
În perioada 1918-1919 a fost închis un an, împreună cu 11 ziariști și scriitori (între care și Ioan Slavici), la Penitenciarul Văcărești. În 1927 a apărut prima sa carte de poezii "Cuvinte potrivite", iar un an mai târziu tot sub direcția sa, apare ziarul "Bilete de papagal". După această dată, Tudor Arghezi va publica mai multe volume de versuri, romane, nenumărate articole. Va impune în literatura română ca specie literară tableta, un gen de pamflet alegoric. În 1929 publică prima sa carte de proza, "Icoane de lemn".
În 1931 va publica placheta de versuri "Flori de mucigai" legată, ca și "Poarta neagră", de anii de detenție. Tot acum, pentru copii, publică volumul în proza "Cartea cu jucării", inaugurând o direcție secundară în creația scriitorului, ce va continua, mai apoi, cu poemele știute de școlari: "Cântec de adormit Mitzura", "Buruieni", "Mărțișoare", "Prisaca", "Zdreanță" s.a. Manualele școlare cuprind multe creații ale sale destinate copiilor din toată lumea. În anul 1933 a publicat volumul Tablete din Țara de Kuty, în care a criticat societatea românească și elita sa politică, întro manieră grotescă.
În 1934 publică romanul "Ochii Maicii Domnului" , tema principală fiind dragostea materna și devotamentul filial. Continuă să scrie poeme și în 1935 publică volumul "Versuri de seară". În 1936 apare "Cimitirul Buna-Vestire", roman, dar care poartă subtitlul "poem". În 1942 vede lumina tiparului romanul "Lina", de fapt un lung poem în proză.
În 1943, sub genericul "Bilete de papagal" (ziarul "Informația zilei") publică îndeosebi pamflete usturătoare, pentru care e cercetat de poliție. La 30 septembrie, apare pamfletul "Baroane", în care îl atacă pe ambasadorul german Manfred von Killinger. Ziarul e imediat confiscat, scriitorul e închis la București și în lagărul de la Târgu Jiu. Va fi eliberat un an mai târziu. După eliberarea din detenție în 1944 a publicat pamflete asupra colaboratorilor regimului, memorii și un nou volum de tablete, intitulat Manual de morală practică.

## Poezia lui Tudor Arghezi
Valoarea poeziei lui Arghezi stă în primul rând în adâncimea perspectivelor interioare. În Testament se începe cu ideea legăturii între generații , se accentuează asupra sforțării pe care o depune natura spre a obține un  rezultat, apoi ochiul are o viziune de sus asupra germinației antropologice. Străbunii vin din noapte prin gropi și râpi. bătrânii se târăsc pe brânci , iar trudnicul lor efect este un morman de oseminte, vărsat în poet:
```
         Nu-ți voi lăsa drept bunuri după moarte
         Decât un nume adunat pe-o carte
         În seara răzvrătită care vine,
         De la străbunii mei până la tine
         Prin râpi și gropi adânci,
         Suite de bătrânii mei pe brânci,
         Și care, tânăr, să le urci te-așteaptă
         Cartea mea-i, fiule, o treaptă.
```

## Proza lui Tudor Arghezi
Proza lui Tudor Arghezi intră în sfera liricului. (G. Călinescu, op. cit. p. 317).  În Icoane de lemn sunt zugrăvite figuri reale din clerul român contemporan cu tinerețea scriitorului. În Tablete din țara de Kuty Arghezi dă pamfletului atmosfera fabuloasă din opera satirică a lui Jonathan Swift și a utopiștilor în genere. Aici este atestată excepționala vocație a spiritului vizionar arghezian. Nucleul romanului Buna-Vestire este capitolul despre învierea morților, ce pare a fi inspirat din cazul de la Maglavit. Biserica oficială ce respinge anomalia, neprevăzută în texte, e confruntată cu credulitatea babelor. Turburarea autorităților , răsturnarea vieții zilnice sub imperiul miracolului sunt văzute cu un  mare simț al evenimentelor fantastice. Apocalipsul cel mai grandios se amestecă cu ironia, în pagini excepționale.

## Interdicții și reabilitări
În 1948 apare în ziarul PCR Scânteia, în patru episoade consecutive, celebrul articol al lui Sorin Toma, fiul poetului proletcultist A. Toma, intitulat "Poezia putrefacției sau putrefacția poeziei", în care, printre altele, acuzând pestilențialul poetic al lui Tudor Arghezi, autorul sancționează un "urât mirositor vocabular". Articolul se încheie cu o veritabilă amenințare cu moartea. Scriitorul va fi interzis imediat după publicarea acestuia și se retrage din viața publică în căsuța lui de la Mărțișor unde ar fi supraviețuit, după cum afirma, din vânzarea cireșelor.
În perioada 1952 - 1967 poetul a fost „reabilitat” treptat, la sugestia lui Gheorghe Gheorghiu Dej. Tudor Arghezi este distins cu premii și titluri, ales membru al Academiei Române în anul 1955, sărbătorit ca poet național la 80 și 85 de ani și deputat în Mare Adunare Națională. S-a bucurat de mari avantaje în regimul comunist, ca și Mihail Sadoveanu, colaborând cu autoritățile și scriind poezii sociale pe placul acestora. Publică poemul "1907 - peizaje", "Cântare omului", "Stihuri pestrițe", "Poeme noi", "Cu bastonul prin București".
În 1967, poetul moare, fiind înmormântat, alături de Paraschiva, soția sa, în grădina casei din Str. Mărțișor, cu funeralii naționale. Casa a rămas până astăzi muzeu, fiind menținută de fiica sa, Mitzura Arghezi.

## Publicistul
La vârsta de 16 ani debutează în "Liga ortodoxă" a lui Alexandru Macedonski, sub semănătura Ion Theo. Până în 1910 - când a început să conducă sau să editeze el însuși reviste și ziare cum sunt: "Cronica", "Cuget românesc", "Națiunea", "Bilete de papagal" - publică la mai multe periodice ale vremii: "Revista modernă", "Viața nouă", "Facla", "Viața românească" și altele.

## Desenatorul
La vârsta de 16 ani, Tudor Arghezi a fost custodele unei săli de expoziții a societății „Ileana” (Societatea pentru dezvoltarea artelor în România, inițiată de câțiva pictori, printre care Constantin Artachino, Nicolae Vermont și Ștefan Luchian, în iulie 1897). Aflându-se în mediul pictorilor și pasionat de desen, Arghezi a schițat în peniță peisaje și portrete de o calitate care i-ar fi prevestit un destin de artist în toată regula. Poetul a mărturisit că opțiunea pentru scris a fost dictată doar de lipsa mijloacelor pentru a-și procura un atelier, șevalete, pânze, vopseluri. La Editura Universității de Vest „Vasile Goldiș” din Arad a apărut un elegant album cuprinzând 80 de desene și fragmente de manuscrise din tinerețea lui Arghezi. Multe din desene datează din perioada 1905- 1910, când Arghezi a stat în Elveția.

## Premii și distincții
Pentru activitatea sa remarcabilă în literatură primește prima oară în 1936, la egalitate cu George Bacovia și a doua oară în anul 1946, Premiul Național de Poezie. În anul 1955 este ales membru al Academiei Române, este distins cu numeroase titluri și premii, iar în anul 1965 primește Premiul Internațional Johann Gottfried von Herder, acordat de Universitatea din Viena.
A fost sărbătorit cu prilejul zilelor de naștere la 80 și, respectiv 85 de ani, ca „poet național”.
În 1965 a fost nominalizat  la Premiul Nobel pentru Literatură. Nominalizarea a venit din partea filologului italian Angelo Monteverdi.

### Distincții
- Ordinul Muncii clasa I (20 mai 1955) „cu prilejul împlinirii a 75 de ani de viață și pentru merite deosebite în domeniul creației literare”[24]
- Ordinul „Steaua Republicii Populare Romîne” clasa a II-a (12 august 1959) „pentru activitate rodnică în dezvoltarea științei și culturii din Republica Populară Romînă”[25]
- Ordinul „Meritul Cultural” clasa I (26 septembrie 1966) „pentru merite deosebite în activitatea literară, artistică și de răspîndire a culturii naționale, cu prilejul Centenarului Academiei Republicii Socialiste România”[26]

## Numismatică
Banca Națională a României a pus în circulație, la 7 decembrie 2020, în atenția colecționarilor, o monedă, cu ocazia împlinirii a 140 de ani de la nașterea poetului Tudor Arghezi. Moneda este rotundă, are valoarea nominală de 10 lei, este de argint, cu titlul de 999‰, are diametrul de 37 mm, greutatea de 31,103 g, cantul fiind zimțat. Toate cele 500 de exemplare ale acestei emisiuni numismatice sunt de calitate proof.

## Opere
- Cuvinte potrivite, poezii, 1927
- Icoana de lemn, tablete, 1929
- Poarta neagră, tablete, 1930
- Flori de mucigai, poezii, 1931
- Cartea cu jucării, poezii, 1931
- Tablete din Țara de Kuty, povestiri swiftiene, 1933
- Ochii Maicii Domnului, 1934
- Cărticica de seară, poezii, 1935
- Cimitirul Buna-Vestire, roman parabolic, 1934
- Versuri, 1936
- Ce-ai cu mine vântule?, 1937
- Lina, roman, 1942
- Eminescu, studiu critic, 1943
- Versuri alese, 1946
- Bilete de papagal, 1946
- Una sută una poeme, 1947
- Prisaca, poeme pentru copii, 1948
- 1907-Peizaje, 1955
- Pagini din trecut, publicistică, 1955
- Cântare omului, 1955
- Frunze, 1961
- Poeme noi, 1963
- Cadențe, 1964
- Silabe, 1965
- Răzlețe, 1965
- Versuri lungi, 1965
- Ritmuri, 1966
- Litanii, 1967
- Noaptea, 1967
- Cu bastonul prin București, 1968
- O Furnică
- Testament

## În alte limbi
A méhesben (Prisaca), traducere în limba maghiară de Majtényi Erik, Ifjúsági Könyvkiadó, Bukarest, 1956. Reeditată în 1957, 1959, 1963.

## Fragmente audio
| Testament Arghezi recitând „Testament” Probleme cu rularea acestui fișier? Vezi pagina de ajutor . | Flori de mucigai Arghezi recitând „Flori de mucigai” Probleme cu rularea acestui fișier? Vezi pagina de ajutor . |

### Selecție din bibliografia critică
- Pompiliu Constantinescu, Tudor Arghezi, 1940
- Șerban Cioculescu, Introducere în poezia lui Tudor Arghezi, 1946
- Tudor Vianu, Tudor Arghezi, poet al omului, 1961
- Dumitru Micu, Opera lui Tudor Arghezi, 1965
- Nicolae Balotă, Opera lui Tudor Arghezi, 1979
- Tudor Arghezi interpretat de…, antologie de Alex Ștefănescu
- Matei Călinescu, Conceptul modern de poezie, 1972
- Alexandru George, Marele Alfa, 1970
- Nicolae Balotă, Opera lui Tudor Arghezi, București, 1977
- Petre Anghel, "Tudor Arghezi", 100 cei mai mari scriitori români, 2003
- Dumitru Micu,  Arghezi, 2005